# Porricondyla quercina
Porricondyla quercina är en tvåvingeart som beskrevs av Ephraim Porter Felt 1907. Porricondyla quercina ingår i släktet Porricondyla och familjen gallmyggor.
Artens utbredningsområde är New York. Inga underarter finns listade i Catalogue of Life.